# 中共鹤山西北区工委旧址
中共鹤山西北区工委旧址，即世昌温公祠，位于中国广东省江门市鹤山市龙口镇青溪村，为鹤山市文物保护单位，类型为近现代重要史迹及代表性建筑，公布时间为1994年。
1940年8月，中共新(会)鹤(山)县委决定，撤销原鹤山特别支部，于此成立鹤山西北区工委，领导西北区抗日。该旧址为二进院落四合院式布局，面积约100平方米。现头进门厅已毁，仅余后进祠堂。